# Júlio Cocielo
Júlio César Pinto Cocielo (sinh ngày 25 tháng 5 năm 1993) là một diễn viên, diễn viên hài kịch, và YouTuber người Brasil. Anh được biết đến với các video vlog của anh trên YouTube. Tính đến Tháng 9 năm 2018, kênh YouTube chính của anh, CanalCanalha, hiện đang có hơn 17.2 triệu lượt đăng ký với hơn 1.1 tỷ lượt xem. Video đầu tiên của anh có tên là COMERCIAIS đã tải lên YouTube vào ngày 25 tháng 10 năm 2011. Hiện tại, video có nhiều lượt xem nhất của kênh anh là video RETROSPECTIVA DE FAVELA 2015 #RewindBr với hơn 24 triệu lượt xem và đã tải lên vào ngày 26 tháng 12 năm 2015.

## Điện ảnh
| Năm      | Tên                                     | Vai        | Chú thích                    |
| -------- | --------------------------------------- | ---------- | ---------------------------- |
| 2011-nay | Canal Canalha                           | Chính mình | Kênh chính thức trên YouTube |
| 2014-nay | Júlio Cocielo (trước đó là Pinto Plays) | Chính mình | Kênh phụ trên YouTube        |
| 2017-nay | Tacielo (với Tata Estaniecki)           | Chính mình | Kênh đôi trên YouTube        |

| Năm       | Tên            | Vai        | Chú thích    | Ref.                   |
| --------- | -------------- | ---------- | ------------ | ---------------------- |
| 2015-2016 | Pânico na Band | Chính mình | Apresentador | Quadro: Bate ou Regaça |

| Năm  | Tên               | Vai        | Ref.  |
| ---- | ----------------- | ---------- | ----- |
| 2017 | Internet: O Filme | Tito       | [ 6 ] |
| 2017 | Os Penetras 2     | Chính mình | [ 7 ] |

## Giải thưởng và đề cử
| Năm  | Giải thưởng       | Thể loại                           | Kết quả   | Ref.  |
| ---- | ----------------- | ---------------------------------- | --------- | ----- |
| 2016 | Prêmio Risadaria  | Vlog truyện tranh hay nhất         | Đoạt giải | [ 8 ] |
| 2016 | Meus Prêmios Nick | Nhân vật YouTube được yêu mến nhất | Đề cử     |       |